# Емма Віклунд
Емма Софія Христина Сьоберг (швед. Emma Sofia Kristina Sjoberg), у шлюбі Віклунд (швед. Emma Wiklund; нар. 13 вересня 1968, Стокгольм, лен Стокгольм, Швеція) — шведська модель, акторка, телеведуча. Найбільш відома головною роллю комісарки поліції Петри у фільмі «Таксі» і його продовженнях «Таксі 2», «Таксі 3» і «Таксі 4».

## Життєпис
Народилася 13 вересня 1968 в Стокгольмі, Швеція. 
Виступала для Тіеррі Маґлер, Крістіан Лакруа і Lanvin. Підписала контракт з Elite Model Management і знімалася в кліпі на пісню Джорджа Майкла «Too Funky» з іншими моделями, такими як Лінда Євангеліста.
Почала акторську кар'єру в 1995 році. У Франції набула популярності у галузі з чотирма фільмами Таксі (1998—2007). У рідній Швеції відома як телеведуча і зірка у світі моди.

### Особисте життя
12 лютого 2003 року взяла шлюб зі шведським журналістом Гансом Віклундом. У них двоє дітей, дочка Тайра і син Еліс.

## Фільмографія
- 1992: Inferno (телефільм)
- 1995: Inferno
- 1998: Таксі, Петра
- 1999: Simon Sez, танцюристка
- 2000: Petite copine (короткометражка)
- 2000: Таксі 2, Петра
- 2003: Таксі 3, Петра
- 2004: Big Kiss, Соня
- 2007: Таксі 4, Петра